# Betuloideae
Betuloideae, biljna potporodica, dio porodice brezovki. Sastoji se od dva priznata roda listopadnih grmova i drveća: joha (Alnus) i breza (Betula).
Zajedno s potporodicom Coryloideae (lijeska, grab, crni grab i ostriopsis) čini porodicu brezovki.

## Rodovi
- Alnus Mill.
- Betula L.